# Nokia Series 40

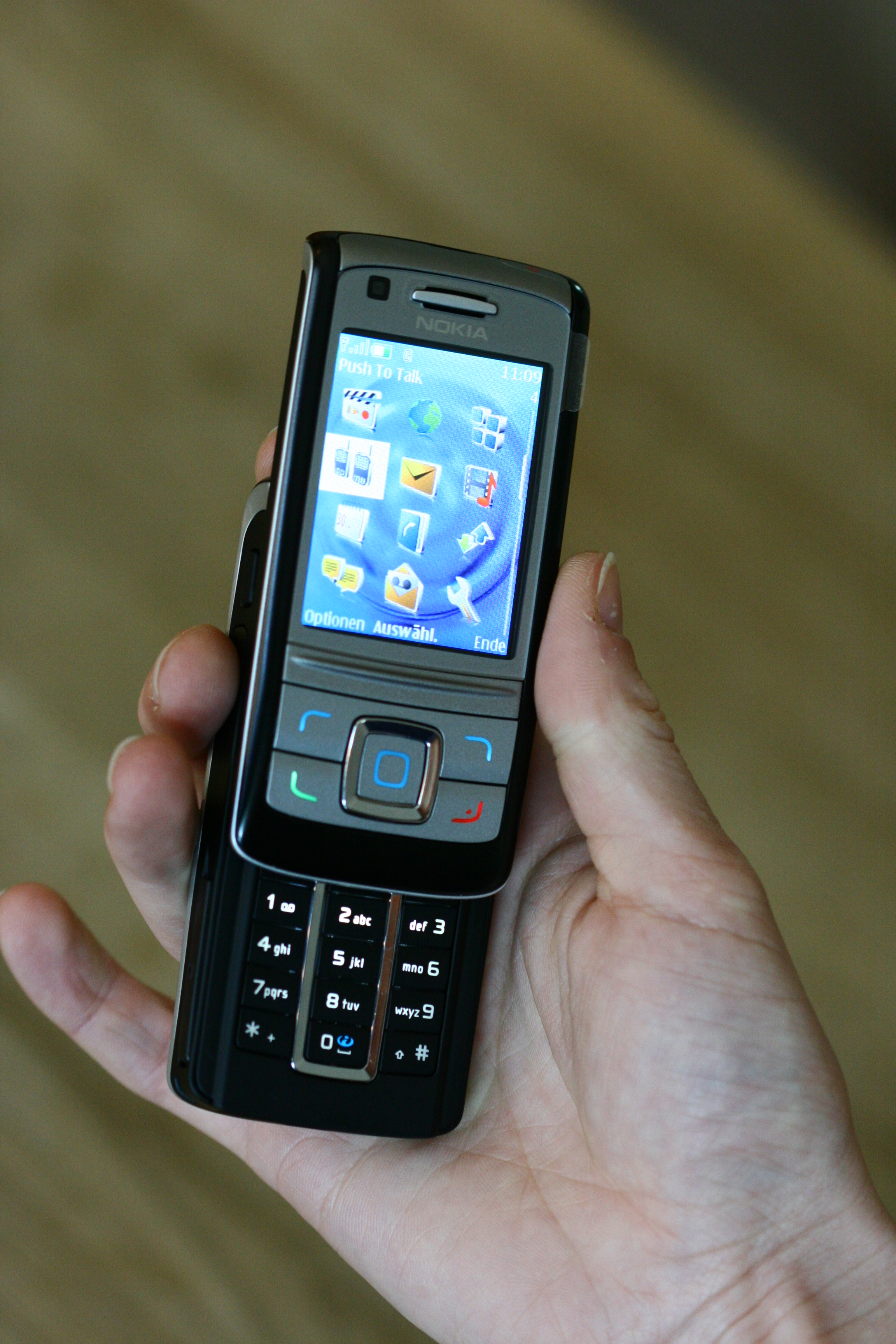
Nokia 6280: Eines der ersten Telefone mit der dritten Generation von Series 40

Nokia Series 40 ist eine Benutzeroberfläche für Mobiltelefone, die auf Nokia OS basiert. Es wurden bislang 1,5 Milliarden Telefone mit der Benutzeroberfläche verkauft. Alle Series-40-Geräte basieren auf einem ARM-Prozessorkern und unterstützen eine Vielzahl verschiedener Mobilfunkstandards, wie z. B. GSM, UMTS und CDMA2000. Nach der Übernahme von Nokias Handysparte durch Microsoft wurde Series 40 ab Juli 2014 nicht mehr weiterentwickelt und seine Pflege und Unterstützung Ende 2015 ganz eingestellt.

## Allgemeines
Series 40 verwendet als Grundlage ein einfacheres Betriebssystem als die Smartphone-Oberflächen S60, Series 80 und Series 90, die auf dem Multitasking-Betriebssystem Symbian OS basieren. Series-40-Geräte unterscheiden sich von symbianbasierten Plattformen darin, dass sie kein echtes Multitasking unterstützen und nicht über eine native Code-API für andere Hersteller verfügen, wodurch nur in Java geschriebene MIDlets installiert werden können. Das fehlende Multitasking ist der Grund dafür, dass die Series-40-Benutzeroberfläche reaktionsfähiger und schneller wirkt als andere Nokia-Plattformen, aber wesentlich langsamer beim Ausführen zusätzlich installierter Anwendungen ist.
In der Vergangenheit waren Series-40-Geräte auf kleinere Bildschirmauflösungen wie z. B. 128×128 Pixel beschränkt. Mit der Einführung des Nokia 6270 bzw. des Nokia 6280 (und mit ihnen der dritten Generation der Series-40-Oberfläche) wurden Bildschirmauflösungen mit bis zu QVGA (240×320 Pixel) möglich. Die letzte Edition der Series 40 (6th Edition) ermöglichte sogar Display-Auflösungen von HVGA (320×480 Pixel). Seit der Einführung von Series 40 6th Edition Feature Pack 1 auf dem Nokia X3-02 unterstützte die Series 40-Oberfläche auch Touchscreens.
Ab 2011 wurden Nokia-Asha-Mobiltelefone mit der „S40 Platform“ ausgestattet und diese als „Asha-Platform“ geführt. Dazu war die Oberfläche grundlegend überarbeitet und um von Smartphones bekannte Features erweitert worden. Asha-Geräte wurden daher von Nokia als Smartphones bezeichnet, was jedoch strittig war, da die Asha-Platform kein vollwertiges Multitasking besaß und sich keine nativen Apps installieren ließen. Die Geräte bildeten eine Zwischenkategorie zwischen Smartphones und Featurephones.
Zielmärkte waren Entwicklungsländer in Afrika, Asien und Südamerika sowie der Niedrigpreissektor in westlichen Ländern als Einsteigersmartphone.

## Editionen
Die Nokia Series 40 hatte sich seit Einführung stetig weiterentwickelt und wurde chronologisch in Editionen gegliedert. Eine weitere Unterscheidung im Funktionsumfang spiegelte sich in Form von Feature Packs (FP) wider. Zusätzlich wurden abgespeckte Editionen mit verringertem Funktionsumfang als Lite bzw. Limited Edition (LE) gekennzeichnet.
- 1st Edition (Series 40 Developer Platform 1.0)
- 2nd Edition (Series 40 Developer Platform 2.0)
- 3rd Edition (3rd Edition FP1; 3rd Edition FP2)
- 5th Edition (5th Edition LE; 5th Edition FP1; 5th Edition FP1 LE; 5th Edition FP2; 5th Edition FP2 LE)
- 6th Edition (6th Edition LE; 6th Edition FP1; 6th Edition FP1 LE; 6th Edition FP2; 6th Edition FP2 LE)

Letztlich wurde die Series 40 6th Edition durch die Nokia Asha Software Platform abgelöst.

## Software
Standard-Anwendungen waren ein XHTML-Browser und ein E-Mail-Programm mit POP3- und IMAP-Unterstützung. Der XHTML-Browser konnte auf die meisten Webinhalte über das XHTML/HTML-Gateway des Mobilfunkanbieters zugreifen.
Eine Einschränkung stellte die fehlende Verknüpfung der E-Mail-Anwendung mit anderen Applikationen dar; das Auswählen einer E-Mail-Adresse aus dem Adressbuch oder der Klick auf einen E-Mail-Link auf einer Webseite öffnete nicht das E-Mail-Programm. Manche Modelle hatten sogar zwei E-Mail-Anwendungen; die „echte“ IP/GPRS-basierte und einen Pseudo-E-Mail-Client, der die Nachricht über den SMS/SMTP-Netzübergang des Dienstanbieters zu senden versuchte.
Unterstützung für SyncML-Synchronisation mit Diensten externer PIM-Anwendungen war vorhanden. Viele Series-40-Geräte mussten diese Synchronisationseinstellungen durch eine Textnachricht mit Konfigurationseinstellungen erhalten. Ein manuelles Editieren war nicht bei allen Parametern möglich.